# 99-я кавалерийская дивизия
99-я Узбекская кавалерийская дивизия (99 КД) — воинское соединение РККА во время Великой Отечественной войны.

## История
Дивизия сформирована из войск Среднеазиатского военного округа в декабре 1941 года в г. Ташкент Узбекской ССР. Личный состав набирался из узбеков. Расформирована в июле 1942 года. Личный состав обращён на формирование 61-й, 81-й и 97-й кавалерийских дивизий.

## Командиры
- Павлов, Дмитрий Николаевич, полковник (25 декабря 1941 — 15 июля 1942)